# كلة تشي
كلة تشي هي قرية في مقاطعة بارس أباد، إيران. عدد سكان هذه القرية هو 962 في سنة 2006.